# Opatija (żupania zagrzebska)
Opatija – wieś w Chorwacji, w żupanii zagrzebskiej, w gminie Pokupsko. W 2011 roku liczyła 144 mieszkańców.